# Franz Krüger

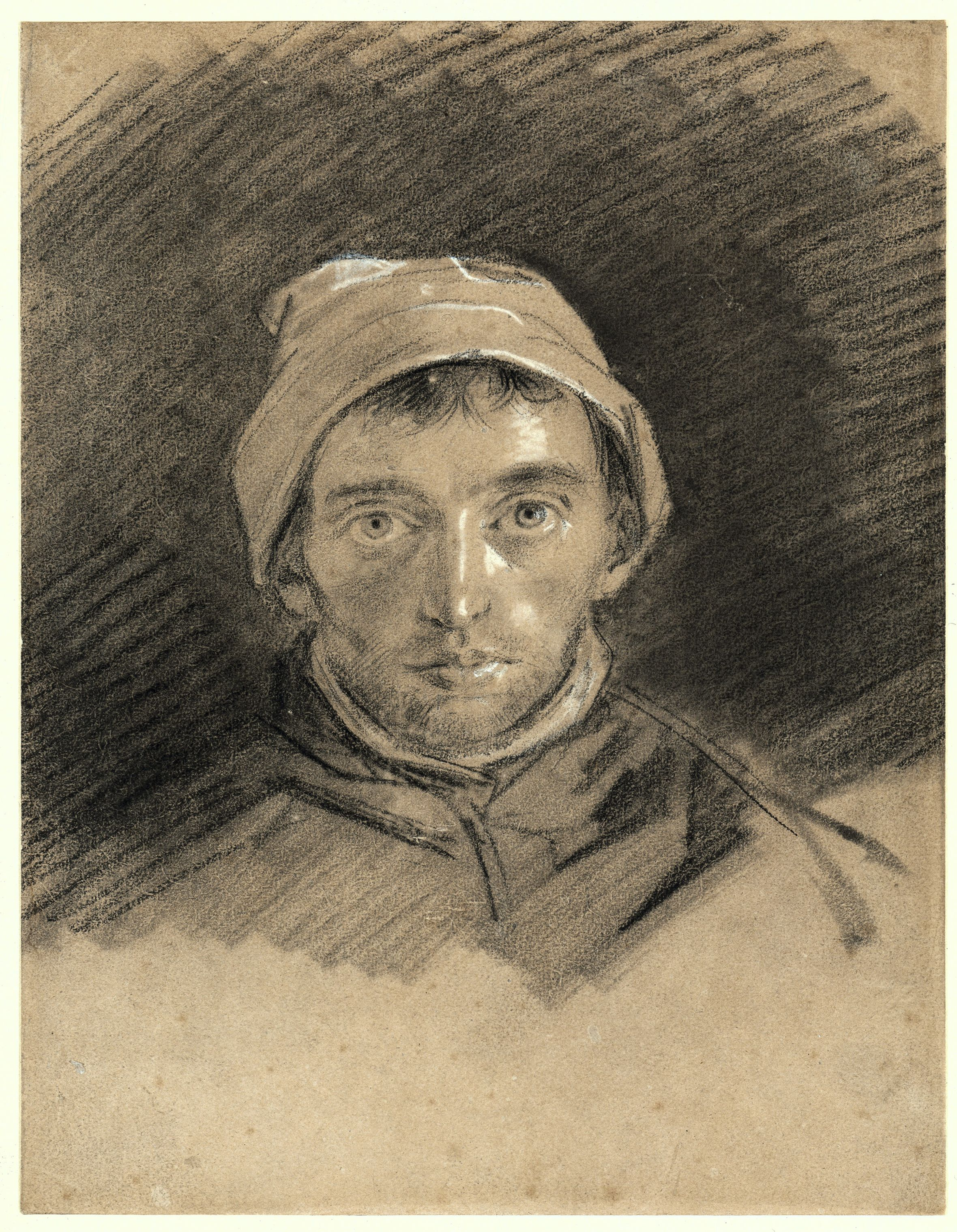
Självporträtt av Franz Krüger, 1826.

Franz Krüger, född 10 september 1797, död 21 januari 1857, var en tysk målare. 
Krüger var elev till Karl Wilhelm Kolbe den äldre, och kom genom sina framstående hästskildringar, bland annat tre jaktbilder i Berlins nationalgalleri, att kallas Pferde-Krüger. Krüger, som 1825 blev preussisk hovmålare, porträtterade ett stort antal dignitärer och blev berömd för sina stora paradbilder, bland annat Parad på Opernplatz (1829, Vinterpalatset), Fredrik Vilhelm IV hyllas av ständerna (1840, Hohenzollermuseeum, Berlin).

## Galleri

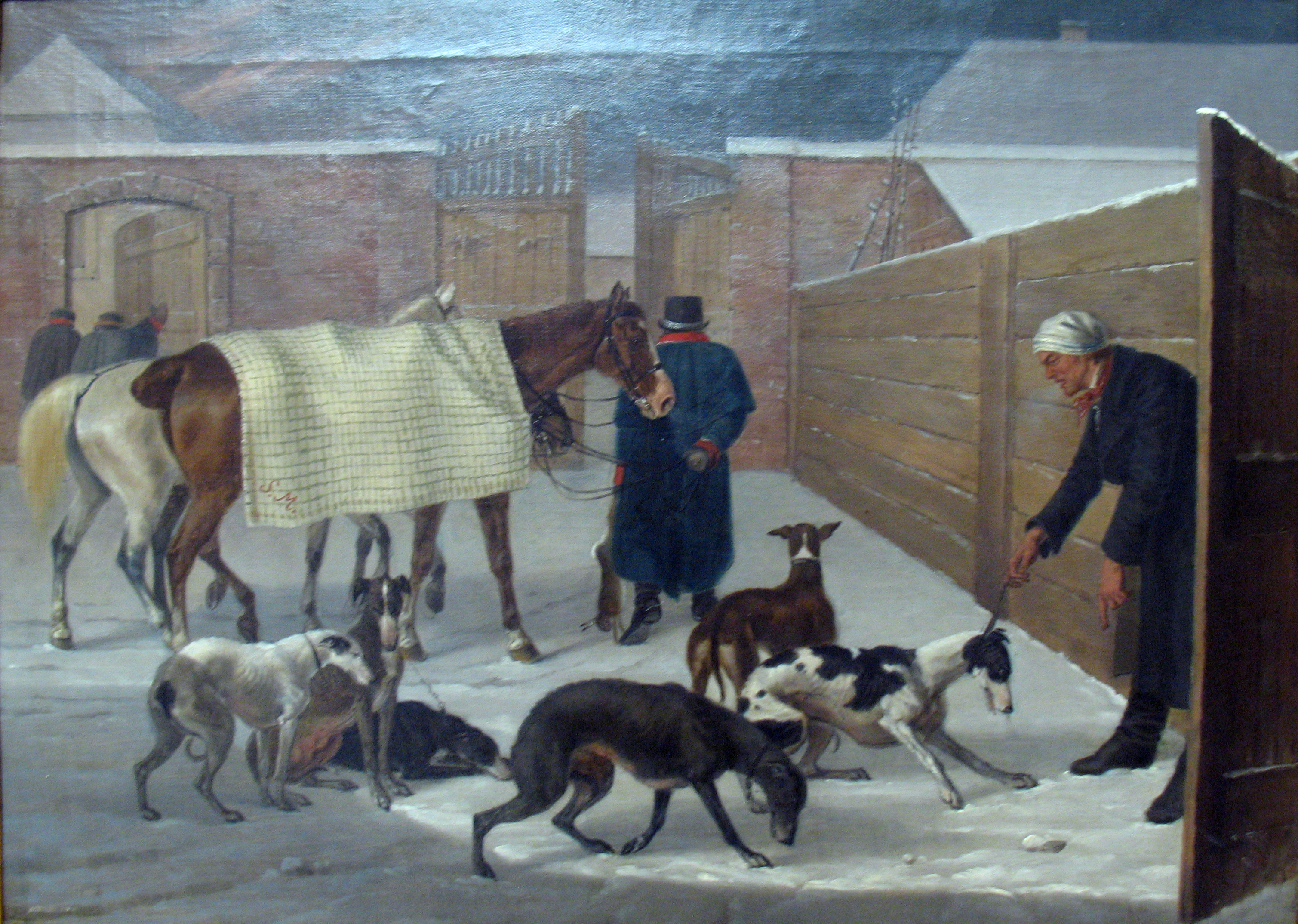
Heimkehr von der Jagd (1818)
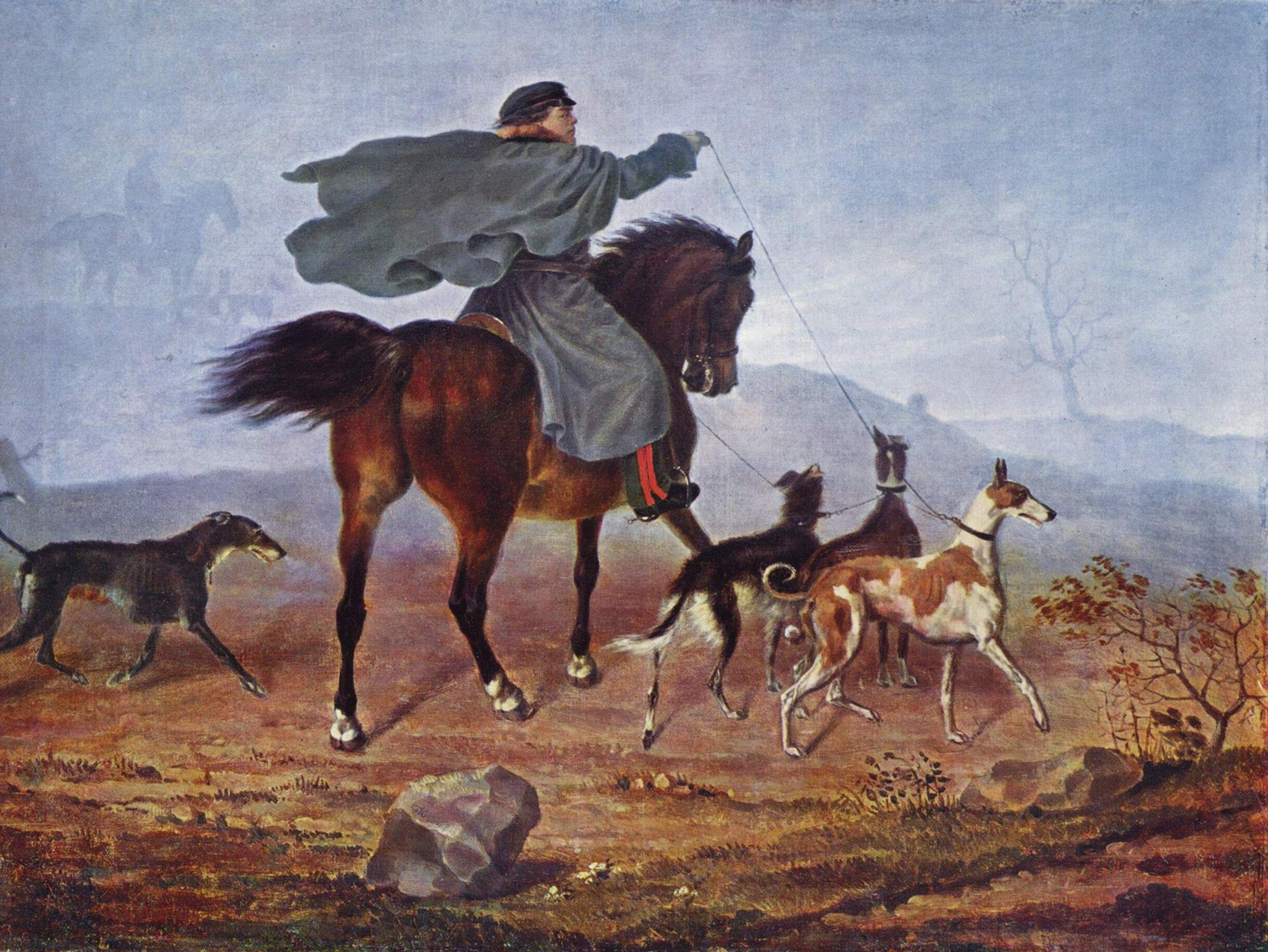
Ausritt zur Jagd (1819)
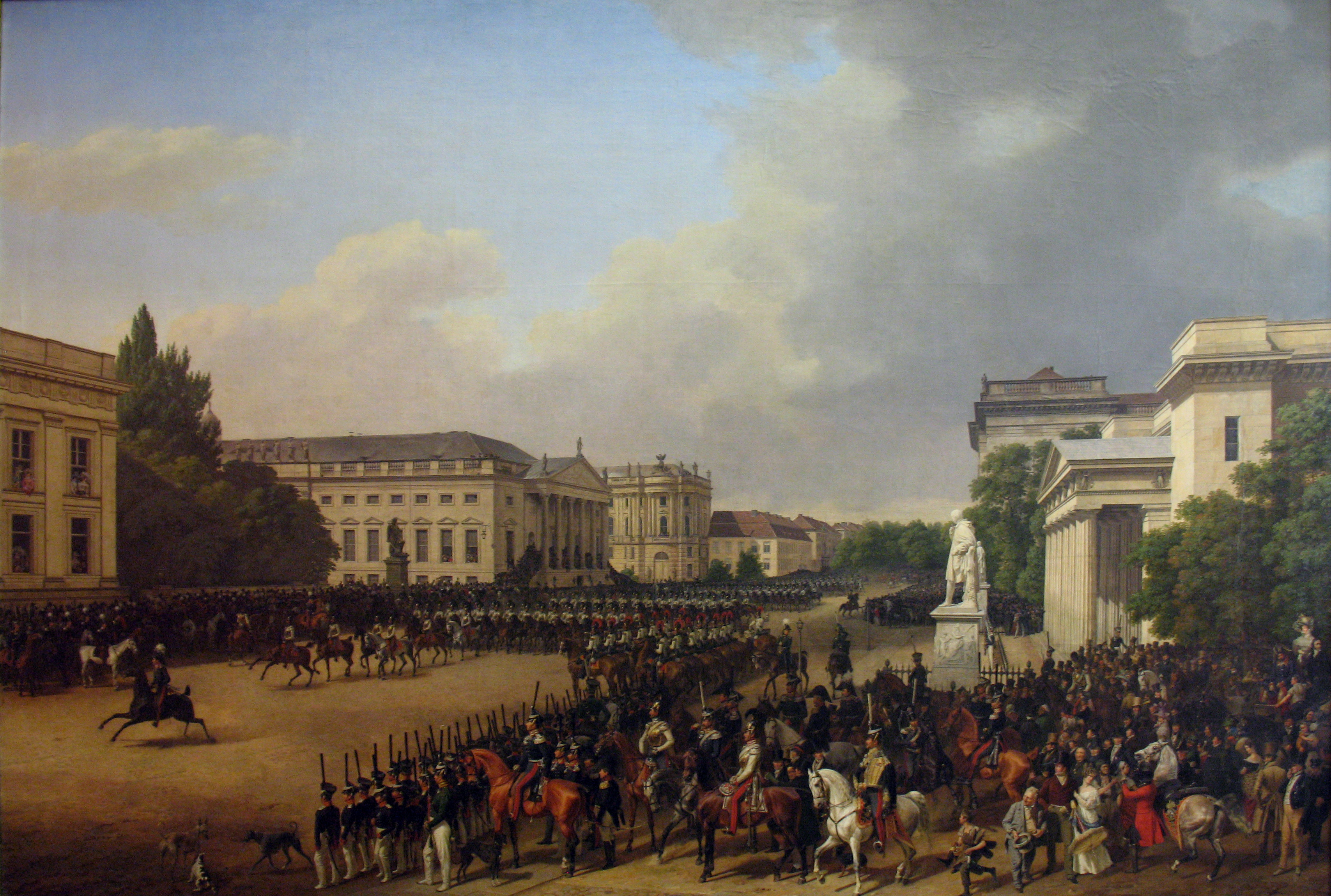
Parad på Opernplatz (1829)